# Rozchodnik oregoński
Rozchodnik oregoński (Sedum oregonense) – gatunek byliny należący do rodziny gruboszowatych. Pochodzi z Ameryki Północnej, z USA (stany Oregon i Kalifornia)

## Zastosowanie
Bywa uprawiany jako roślina ozdobna. Nadaje się do ogrodów skalnych oraz do ogrodów naturalistycznych. W miejscach słonecznych i suchych rozchodnik ten może być użyty zamiast trawy do zazielenienia mniejszych powierzchni jako roślina okrywowa. Najlepiej rozmnażać go poprzez sadzonki, można też poprzez nasiona. Rozsadzać można go przez cały rok. W ogródku zwykle sam się nasiewa. Nie ma specjalnych wymagań co do gleby, wymaga natomiast stanowiska słonecznego. Jako sukulent dobrze znosi suszę. 